# Cây chịu mặn
Cây chịu mặn hay còn gọi thực vật chịu mặn là những loài cây ít nhiều chịu ảnh hưởng bởi đất mặn hoặc những nơi chịu ảnh hưởng bởi nước mặn. Cây chịu mặn bị tác động trực tiếp tới bộ rễ bởi môi trường có nồng độ muối cao hoặc bằng chịu tương tác lên thân, lá qua cách nào nó bởi nước mặn. Môi trường phổ biến thường thấy của cây chịu mặn thường trải từ các vùng đất khô như sa mạc, các vùng đất gần nguồn nước mặn như bãi cát ven biển hải đảo hoặc đất ven hồ nước mặn cho tới các vùng đất ngập nước mặn thường xuyên hoặc liên tục tại đầm lầy ngập mặn, cửa sông, vùng triều ven biển.
Thuật ngữ quốc tế chỉ cây chịu mặn halophyte có nguồn gốc từ tiếng Hy Lạp cổ: ἅλς (hals = mặn), và φυτόν (phytón = cây, thực vật).
Chỉ có khoảng 2% các loài thực vật là chịu mặn. Phần lớn thực vật không chịu được mặn, chúng thường bị chết do độ mặn cao.

## Khả năng chịu mặn
Thước đo định lượng về khả năng chịu mặn của thực vật là tổng lượng chất rắn hòa tan (muối) trong nước tưới mà một loài có thể chịu đựng được. Nước biển thường chứa bình quân 40 gram/lít các muối hoàn tan (chủ yếu là natri chloride).
Cây lúa gạo và cây đậu thường thấy chỉ chịu được hàm lượng từ 1-3 gram/lít. Cây Salicornia bigelovii chịu được lượng hòa tan tới 70 gram/ lít và là loài cây chịu mặn tốt. Các loại cây phổ biến khác như Hordeum vulgare và Phoenix dactylifera có thể chịu đựng được tốt hơn lúa gạo khi nồng độ tối đa có thể đạt 5 gram/lít.
Để thích ứng với môi trường ngập nước mặn, ngoài biện pháp chịu hoàn toàn môi trường muối mặn thì nhiều loài thực vật hình thành nên các biện pháp tránh mặn. Cây cố tránh các tác động của muối mặc dù sống trong môi trường ngập mặn có thể được gọi là cây tránh mặn chúng không phải là các loài cây ưa mặn (hiểu một phạm vị hẹp là cây chịu mặn thực thụ) tùy theo quản điểm nhận định. Một số biện pháp chống mặn và tránh mặn của chúng thường thấy như vòng đời loài cây đó ngắn lại, chỉ sinh trưởng ngắn ngủi vào mùa mưa khi nồng độ mặn giảm xuống sẽ tránh được chứ không phải chống chịu mặn. Một số loài thực vật có thể chống mặn bằng các biện pháp duy trì độ mặn bình thường ở cơ thể thông qua việc bài tiết muối thừa thông qua hệ thống tuyến lỗ tiết ở mặt dưới lá thành các dạng hạt, hoặc trực tiếp tích tụ ở lá và rụng khi lá già.
Trong phát triển nông nghiệp vùng đất mà thực vật có thể chịu ảnh hưởng trực tiếp bởi nồng độ muối cao, có thể nghiên cứu tập trung các cơ chế chịu mặn và phản ứng mặn của thực vật. Chọn loài cây chịu mặn có thể là một giải pháp ưu thế cho các thời vụ canh tác vùng đất mặn.
Phản ứng thích nghi chịu mặn, chống mặn và tránh mặn của thực vật chịu mặn đã được xác định ở các mức độ phân tử, tế bào, trao đổi chất và sinh lý thực vật.

## Một số loài cây chịu mặn

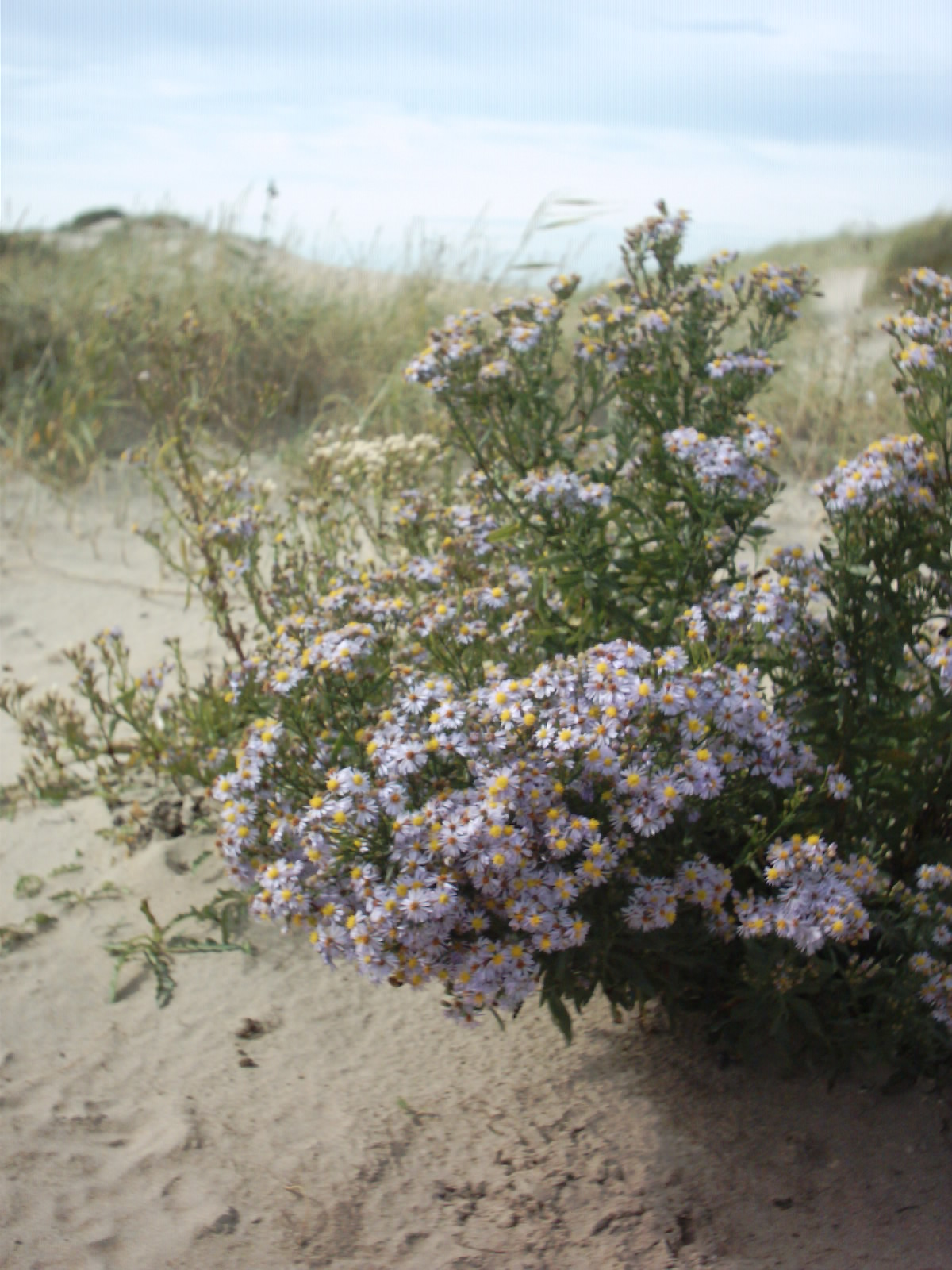
Loài Cúc bãi biển (Aster tripolium) sinh sống trên một cồn cát ven biển

Trên thế giới có khoảng 1.500 loài cây chịu mặn đã được biết đến. Một số loài cây chịu mặn thường thấy:
- Măng tây biển
- Anemopsis californica
- Atriplex
- Attalea speciosa
- Cỏ muối
- Salicornia bigelovii
- Spartina alterniflora
- Tetragonia tetragonoides

## Sử dụng
Cây chịu mặn được nghiên cứu sử dụng trong các nguồn cung cấp muối sinh học, hoặc dùng làm các tiền chất nhiên liệu sinh học. Điển hình như loài Salicornia bigelovii có thể được trồng trọt ở các vùng đất mặn khắc nghiệt mà không có canh tranh với các cây lương thực, chúng cho cung cấp nguồn diesel sinh học hoặc cồn nhiên liệu.